# Distrito electoral de Grassy (Illinois)
Grassy (en inglés: Grassy Precinct) es un distrito electoral ubicado en el condado de Williamson en el estado estadounidense de Illinois. En el Censo de 2010 tenía una población de 589 habitantes y una densidad poblacional de 6,08 personas por km².

## Geografía
Según la Oficina del Censo de los Estados Unidos, tiene una superficie total de 96.94 km², de la cual 89.12 km² corresponden a tierra firme y (8.07%) 7.82 km² es agua.

## Demografía
Según el censo de 2010, había 589 personas residiendo. La densidad de población era de 6,08 hab./km². De los 589 habitantes, estaba compuesto por el 96.6% blancos, el 0.51% eran afroamericanos, el 1.02% eran amerindios, el 0.17% eran asiáticos, el 0% eran isleños del Pacífico, el 0% eran de otras razas y el 1.7% pertenecían a dos o más razas. Del total de la población el 3.74% eran hispanos o latinos de cualquier raza.